# 鳴子峡
鳴子峡（なるこきょう）は、宮城県大崎市鳴子温泉にある峡谷。栗駒国定公園内に位置し、宮城県の名勝に指定されている。
仙台弁の発音特性から「なるごきょう」と呼ばれることもある。

## 概要
花渕山南山麓の中山平盆地と鳴子盆地の境界に位置し、大谷川の穿入曲流によって形成された。深さ80-100mの断崖が、長さ4kmにわたって続き、狭いところでは幅10mの典型的なV字谷、広いところでは幅100mのU字谷となる。
白色の石英粗面岩質凝灰角礫岩台地が侵食されて生じた奇岩に富み、立岩、衝立岩、獅子岩、仁王岩、虫喰岩、九曜岩、烏帽子岩、天柱岩などと呼ばれる。

## 地質
鳴子峡の形成は最終氷期末の約1万年前以降に開始された。
鳴子峡を構成する、集塊岩および凝灰角礫岩を含む鳴子峡凝灰岩は、中山平盆地と鳴子盆地の境界に主に分布し、これを砂礫層や泥炭層等を含む中山平湖成層が不整合に覆っている。
大谷川が段丘面を形成した直後に、既存の流路を維持しつつ急速に下刻して、鳴子峡は形成された。付近一帯の隆起運動と鳴子峡を構成する凝灰岩の硬・軟部分が、中山平湖成層の堆積域と大谷川の流路及び下刻を支配してきたと考えられる。

## 人間との関わりの歴史

### 近代・現代
明治期の温泉案内に具体的な記述はなく「立石」として絵図に描かれる。陸羽東線全通以降、大谷川上流の「立石の奇景」として紹介されはじめる。大谷渓谷とも称された。
- 1912年（大正元年）：陸羽東線開設工事の現地測量や地質調査で人が入る様になる[7]。
- 1917年（大正6年）11月1日：鳴子駅 - 羽前向町駅間を延伸開業し陸羽東線全通。
- 1927年（昭和2年）：高野善兵衛、佐々木清一が私財を投じ[7]、大谷川渓流沿いに延長約1,600m[注釈 3]の探勝道路開設[8]。
- 1929年（昭和4年）：鳴子町が道を約1,400m[注釈 4]延長。名称を「鳴子峡」と改める[7]。
- 1931年（昭和6年）：道を総延長3,500m[注釈 5]に延長[7]。
- 1932年（昭和7年）
  - 5月頃：高野善兵衛が発願者となり、末沢山洞川院峯州和尚を導師に迎え、沼井集落に祀られた馬頭観音を勧請し、大谷観音の称号を贈り祀る[7]。
  - 10月19日：史蹟名勝天然紀念物保存法（1950年廃止）に基づく文部省告示第288号により、鳴子峡が国指定第二類名勝に指定[9]。
- 1933年（昭和8年）3月：大谷橋が竣工[10]。
- 1955年（昭和30年）：鳴子峡入口上部の河岸段丘、千貫森に鳴子公園が造成される[7]。
- 1956年（昭和31年）1月23日：国指定第二類名勝の廃止に伴い、名勝の指定を解除される。
- 1960年度（昭和35年度）：小深沢橋（橋長：50.6m、全幅員：6.6m）が竣工[11]。
- 1961年（昭和36年）4月1日：鳴子峡が宮城県指定名勝となる[12]。
- 1962年度（昭和37年度）：大深沢橋（橋長：99.7m、全幅員：9.7m）が竣工[11]（1961年竣工との記述もある[13]）。
- 1963年（昭和38年）4月1日：一級国道47号が指定。
- 1965年（昭和40年）4月1日：一般国道47号が指定。
- 1968年（昭和43年）7月22日：栗駒国定公園が指定され、鳴子峡がその一部を構成[14]。
- 1970年（昭和45年）：国道47号に鳴子トンネル（全長：225m）が開通[15]。
- 1971年度（昭和46年度）：国道47号に（新）大谷橋（橋長：85.9m、全幅員：9.3m）が竣工[11]。（旧）大谷橋は駐車場に転用。
- 1973年度（昭和48年度）
  - 国道47号に大深沢橋側道橋（橋長：107.9m、全幅員：2.3m）が竣工[11]。
  - 国道47号に小深沢橋側道橋（橋長：58.0m、全幅員：1.7m）が竣工[11]。
- 1975年（昭和50年）：日本こけし館が開館[16]。
- 2007年（平成19年）10月13日：鳴子峡中山平口に「大崎市鳴子峡レストハウス[17]」が新装オープンした。
- 2011年（平成23年）3月11日：東日本大震災により鳴子峡遊歩道の多くの区間が崩落し、通行不可となる。それ以降は両入り口から谷底までの一部区間のみ利用可能となり、残りの区間は廃道状態。

## 観光
一帯は落葉広葉樹林になっており、アカシデ、ミズナラ、ハウチワカエデなどが群生している。宮城県を代表する紅葉の名所として知られる。
特に鳴子峡レストハウス付近は峡谷美と紅葉が楽しめる。紅葉最盛期の週末を中心に、駐車場待ちの自動車のため渋滞することがある。
かつて、鳴子峡の谷底には鳴子温泉側の大谷橋から中山平温泉側の鳴子峡レストハウスを結ぶ遊歩道があったが、2011年の東日本大震災で多くの区間が崩落し、以降はそれぞれの入り口から谷底までの折返しコースのみ利用でき、残りの区間は廃道状態となっている。
鳴子峡を含む荒雄川上流は鳴子温泉郷と呼ばれ、鳴子峡の上流側には中山平温泉、下流側には鳴子温泉や東鳴子温泉などの温泉街が開けている。

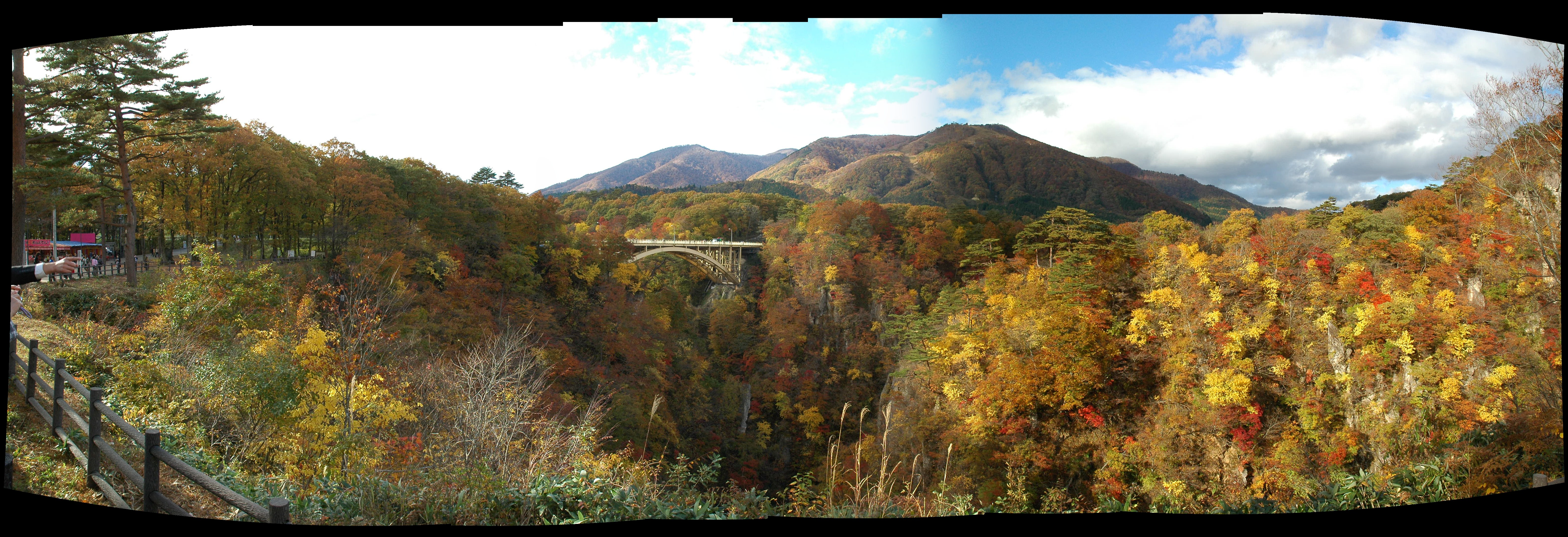
鳴子峡の紅葉パノラマ写真

### 峡谷内の名勝
- 立石
- 赤松岩
- 猿の手掛岩
- 一双岩
- 大谷観音
- 不老滝
- 獅子岩
- 羽衣岩
- 天柱岩
- 胎内潜
- えくぼ岩
- 帯岩
- 虫喰岩
- 行者窟
- 九曜岩
- 夫婦岩
- 春雨岩
- 弁慶岩
- 扉岩
- 烏帽子岩
- 福神岩
- 手筥岩

## 交通と歴史

### 旧街道
荒雄川（江合川）沿いには、少なくとも戦国時代末期から中山越出羽道（出羽海道）と呼ばれる街道が整備されていた。この街道は仙台藩（宮城県）の大和町と新庄藩（山形県）の最上町を結ぶもので、奥州街道から分岐して江合川に沿って遡り、堺田越で奥羽山脈をこえて最上川流域へ通じていた。この街道は最終的に最上川と西廻海運の水運によって大坂や江戸とを結ぶ交通路の一部を成していた。
街道は江合川の左岸を登ってきて、大谷川との分岐点からは尿前（しとまえ）の関所・尿前宿を経て大谷川沿いに入っていた。鳴子峡の左岸の崖上は緩斜面が広がっており、街道はここに通じていた。平安時代末期の奥州合戦の際には奥州藤原氏がここに城柵を築き、交通の要衝を守備したと伝えられ、江戸時代中期の天明期にも遺構があったという。中世には大崎氏もここに館を築いていたと伝わる。
この尿前宿・尿前関を古来から和歌に詠まれてきた「いはての関」に比定する説もある。松尾芭蕉の『おくのほそ道』や富田伊之の『奥州紀行』にも当地が描かれている。江戸時代初期には、かなりの難路だったために通行は多くはなかったが、中期以降はこの街道の利用客も増え、街道や駅宿、温泉が発展したと考えられている。

### 鉄道
鳴子峡にはJR東日本の陸羽東線が通じている。渓谷の両岸をトンネルが貫通しており、鳴子峡に面したトンネル同士が鉄橋で結ばれている。紅葉最盛期の昼間時間帯は、列車がこの鉄橋上で徐行運転を行う。

### 国道
鳴子峡に沿って国道47号が通じている。

## ギャラリー

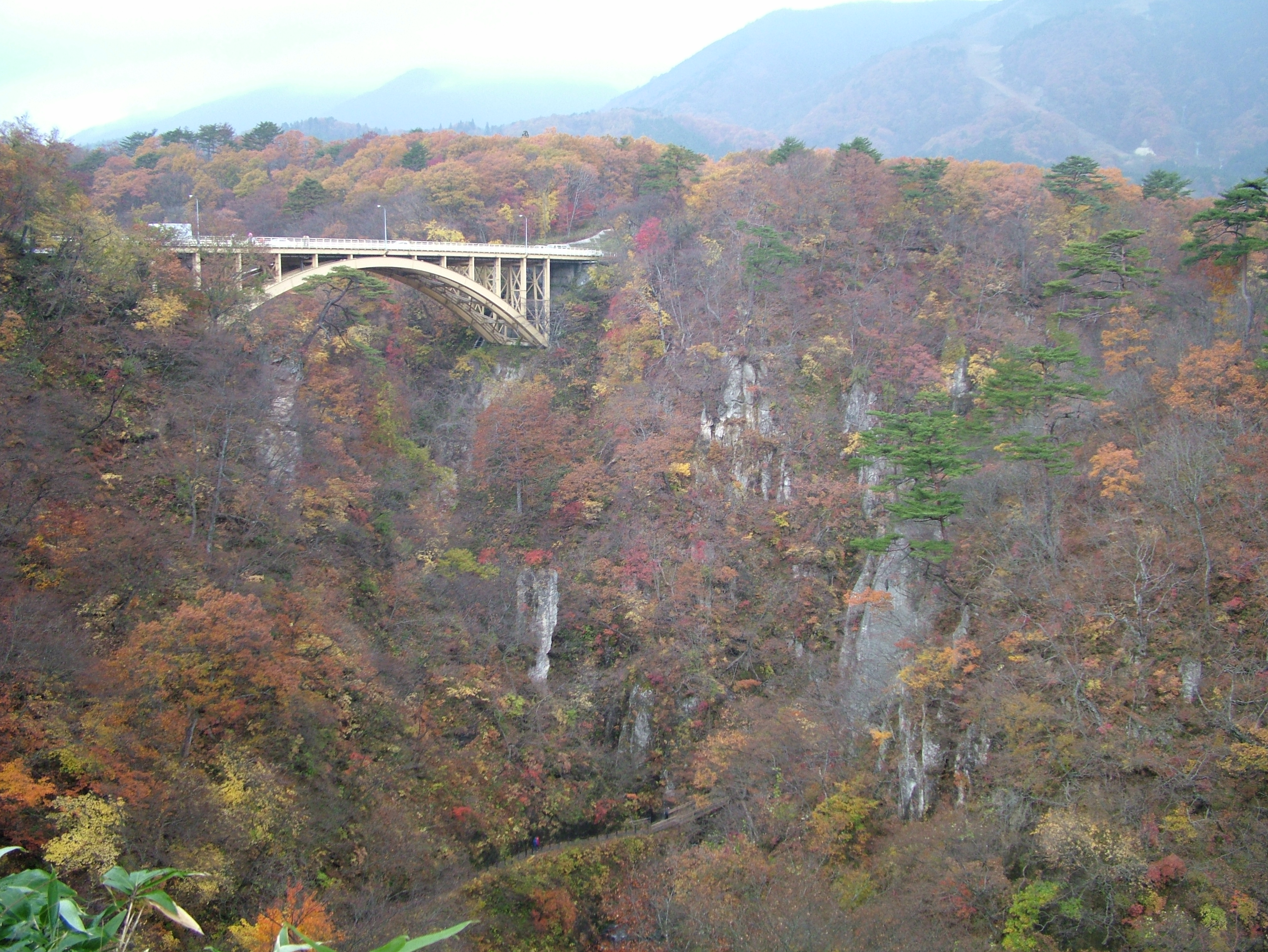
大谷橋をバックにした紅葉の様子（2005年11月）
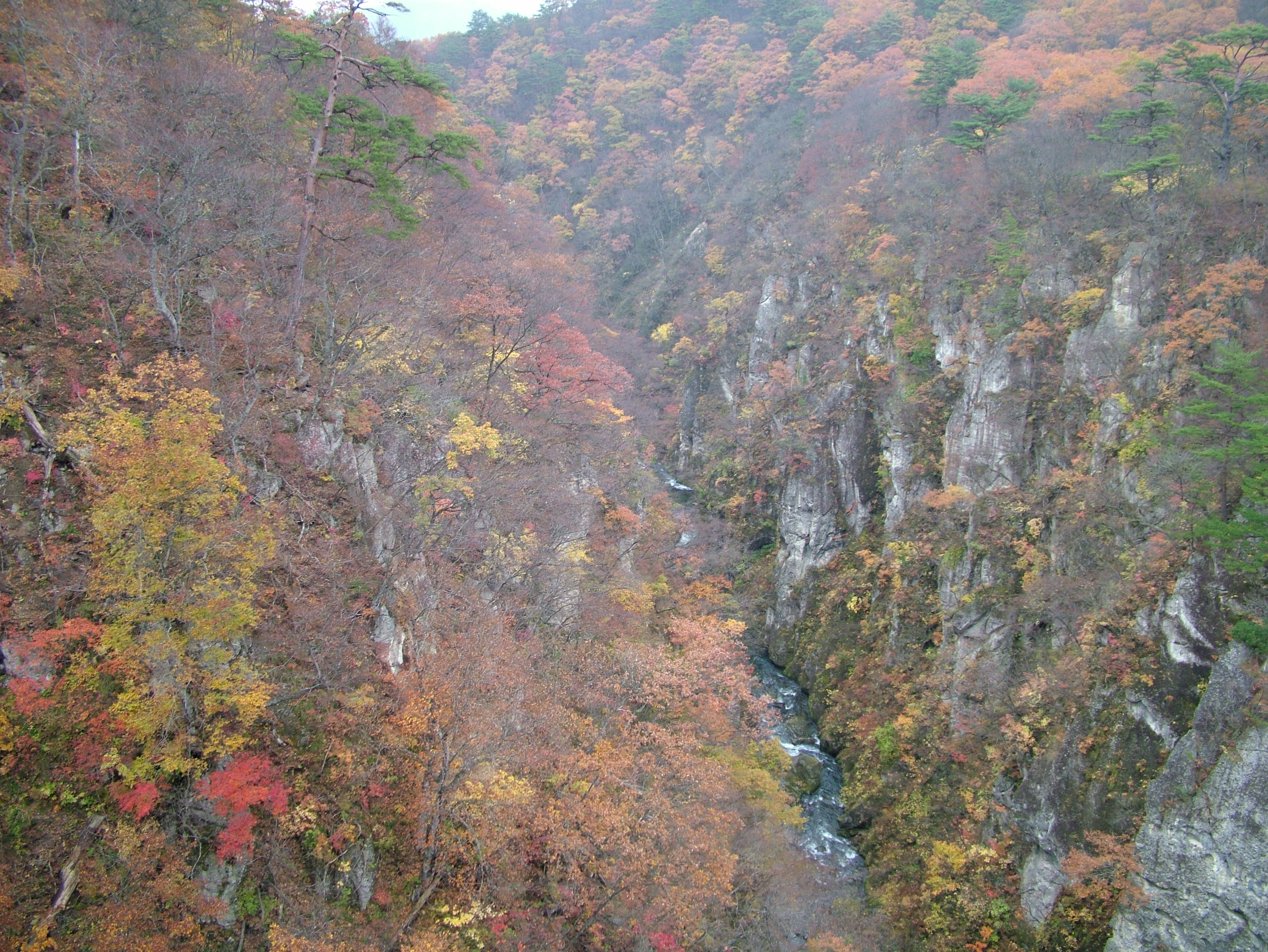
紅葉の様子（2005年11月）
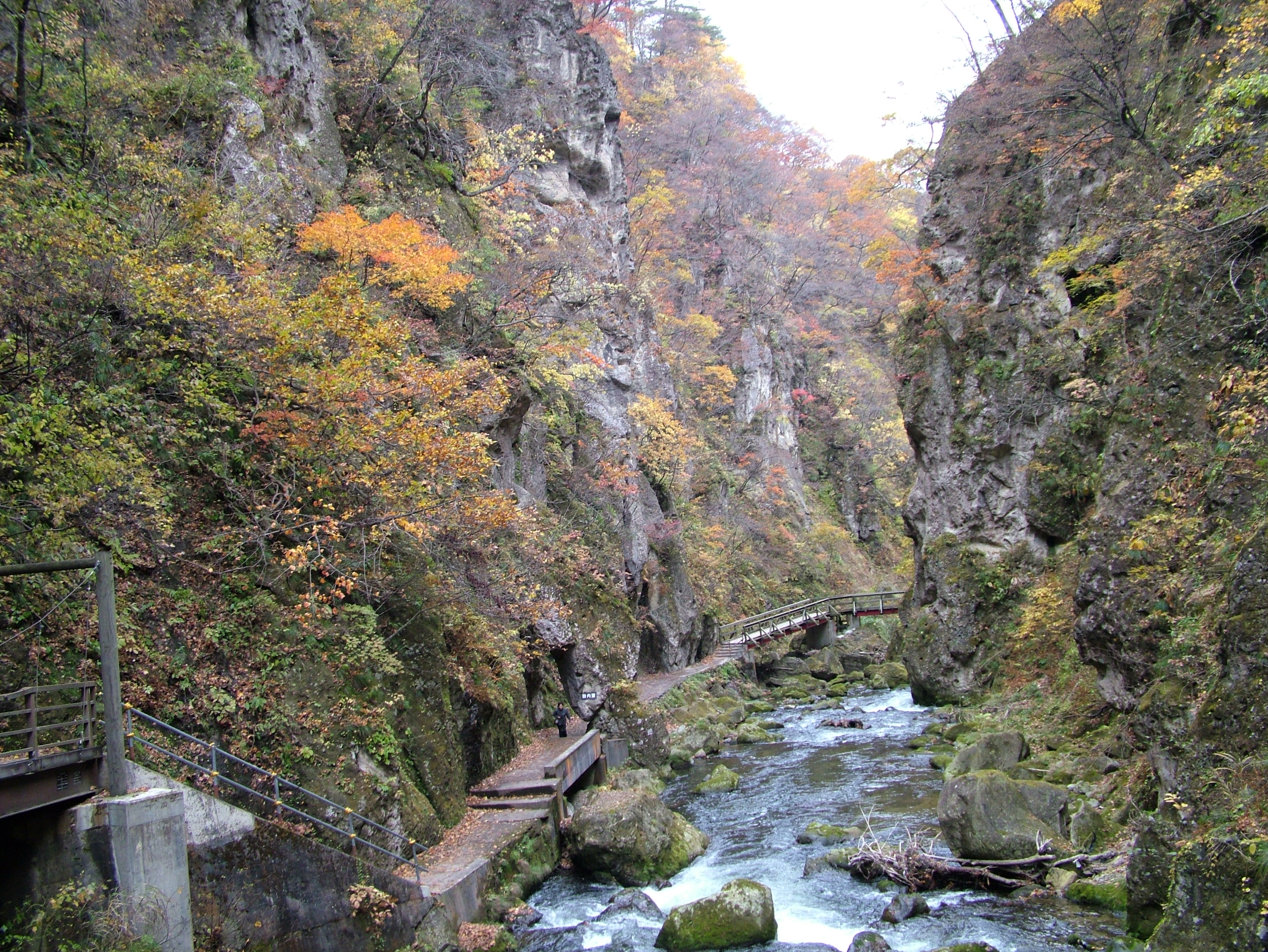
鳴子峡遊歩道から眺めた紅葉（2005年11月）
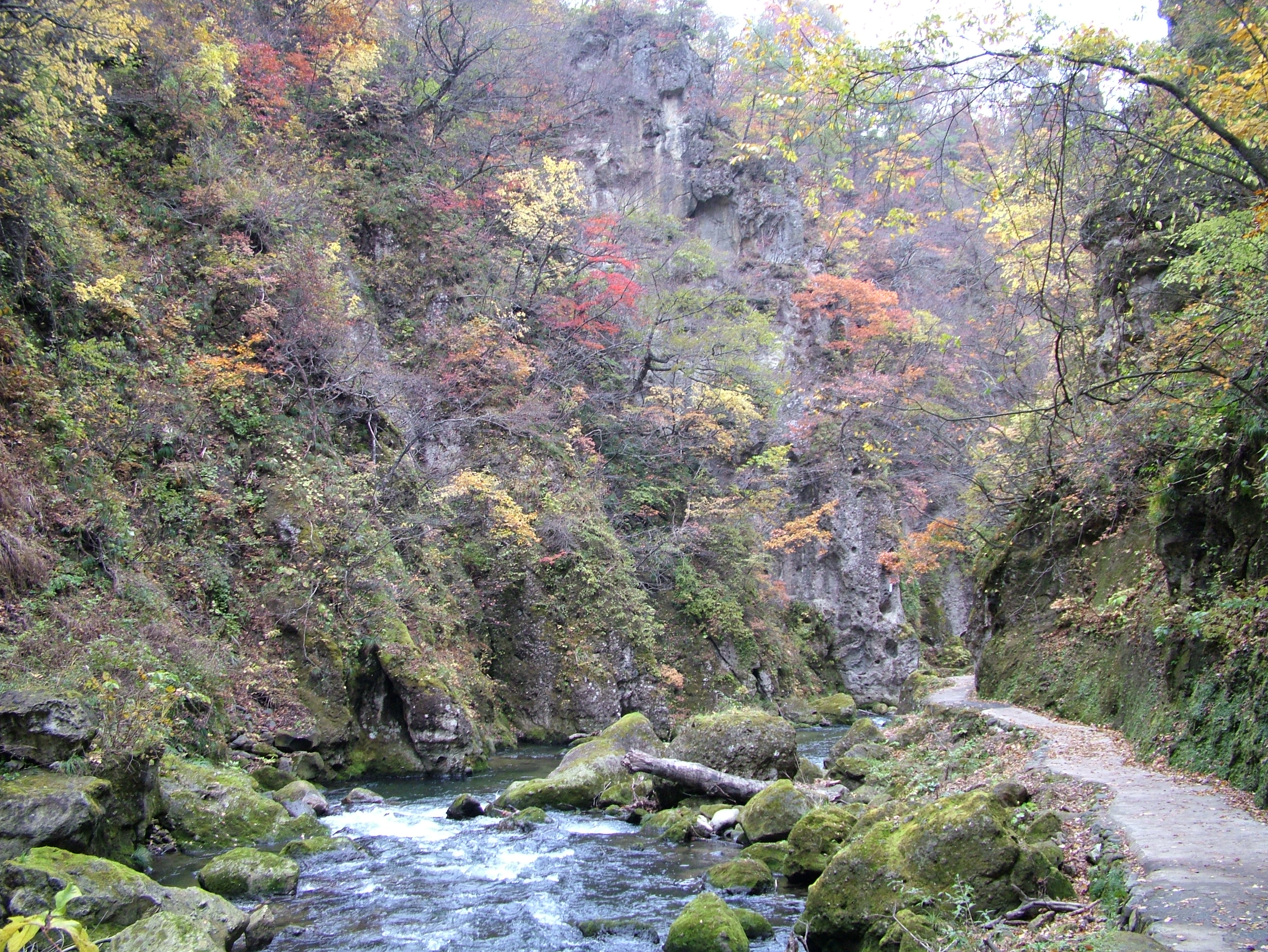
鳴子峡遊歩道から眺めた紅葉（2005年11月）
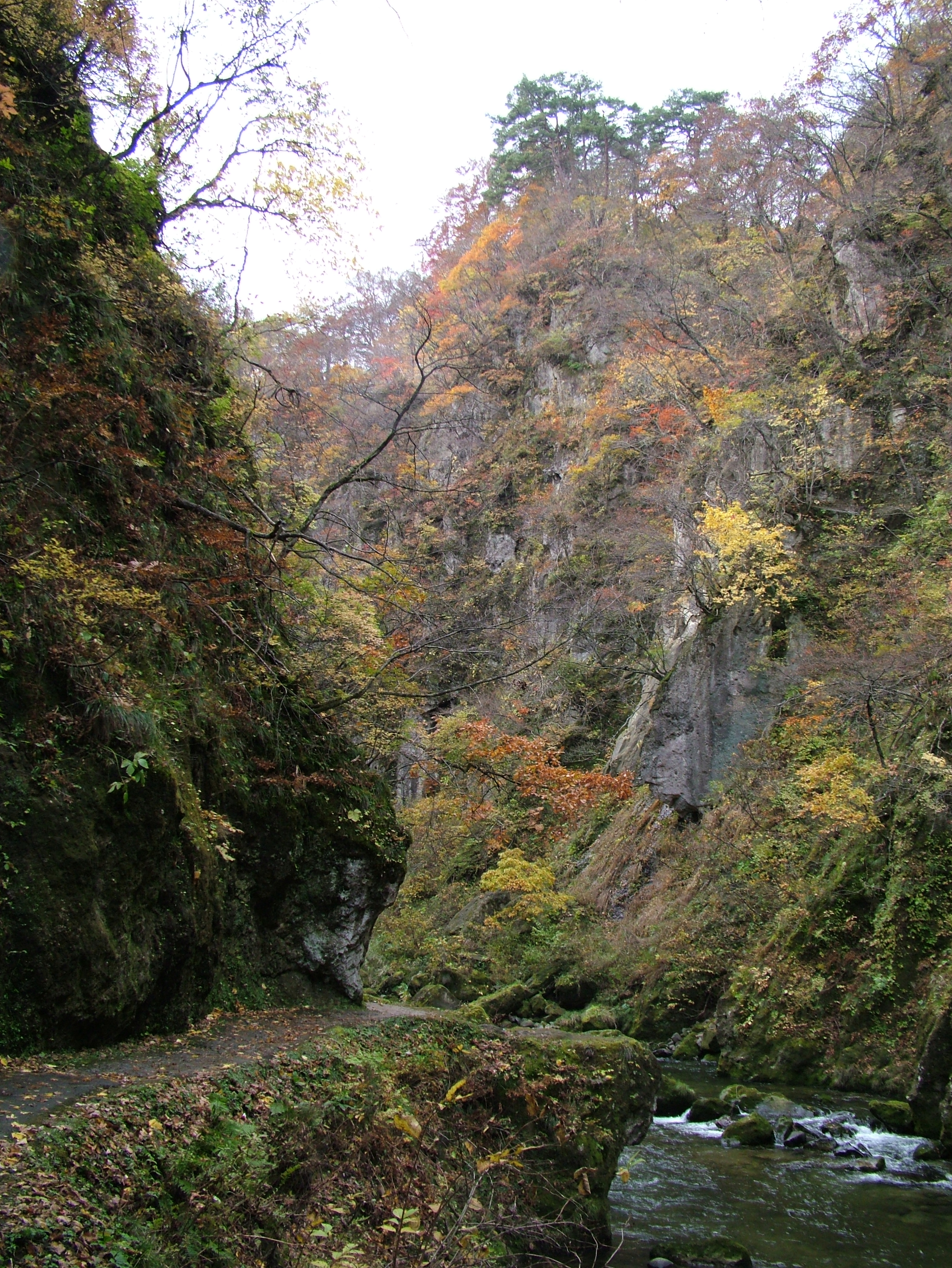
鳴子峡遊歩道から眺めた紅葉（2005年11月）
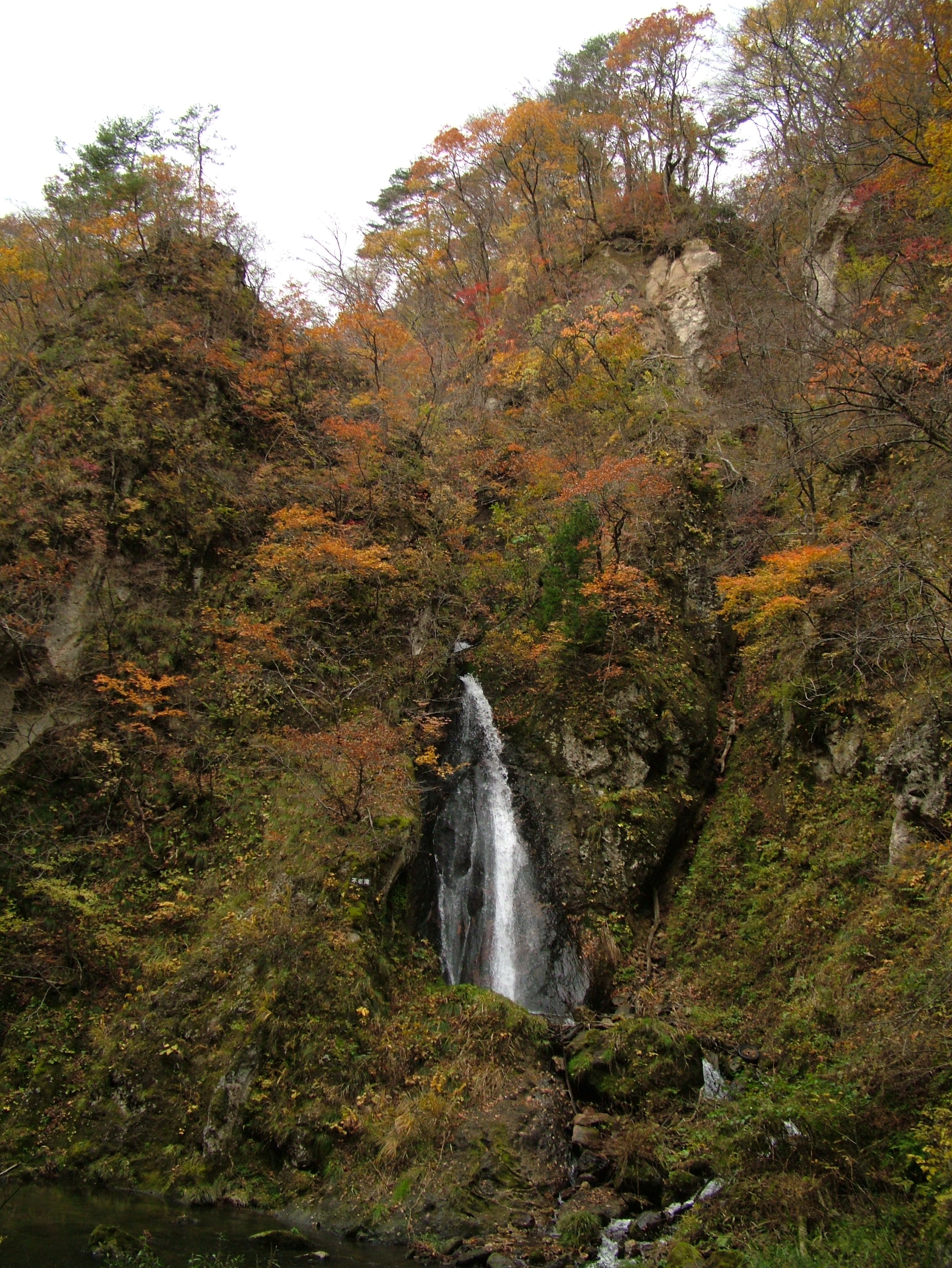
不老滝（鳴子峡遊歩道の途中）（2005年11月）
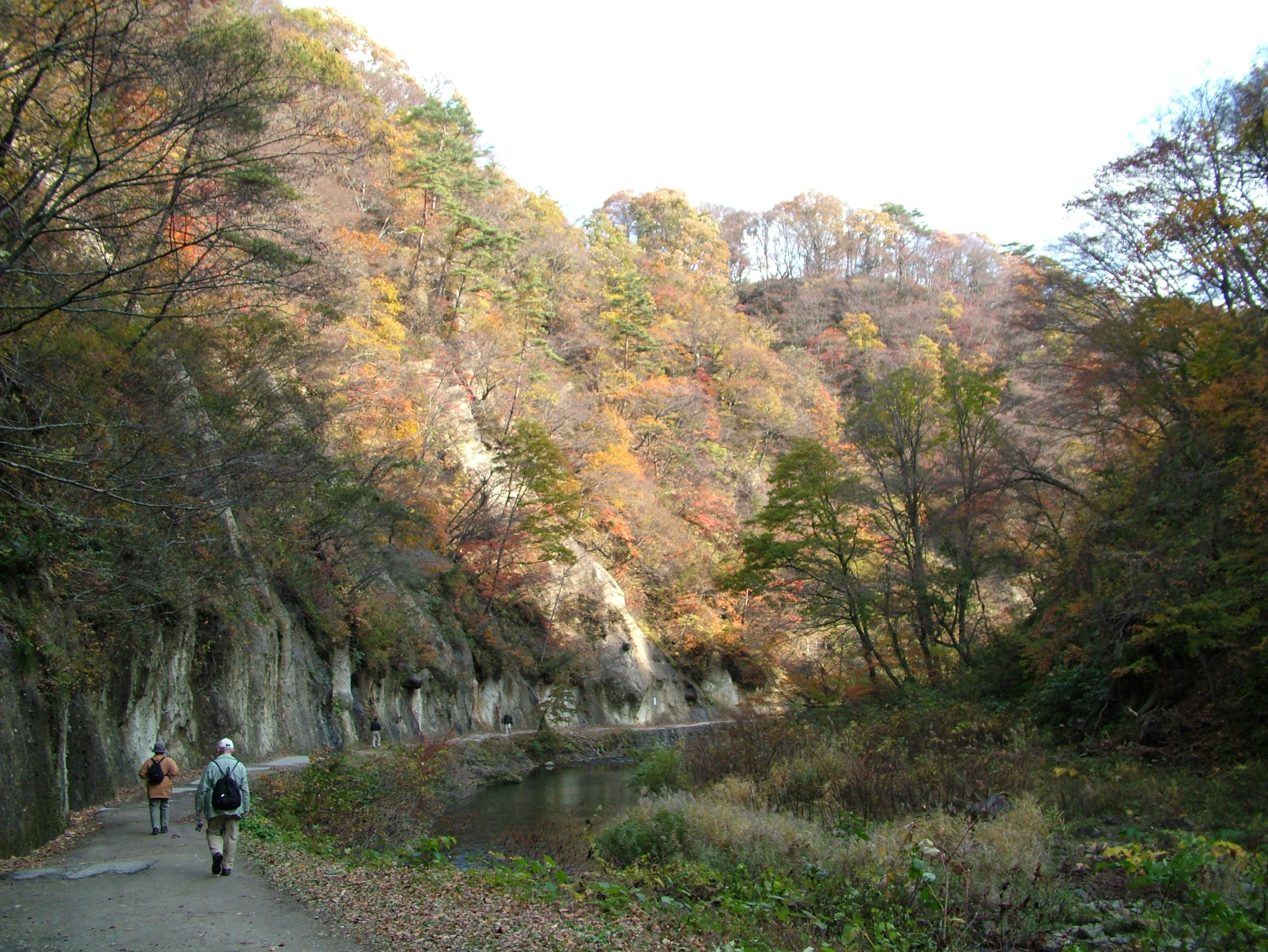
鳴子峡遊歩道から眺めた紅葉（2005年11月）
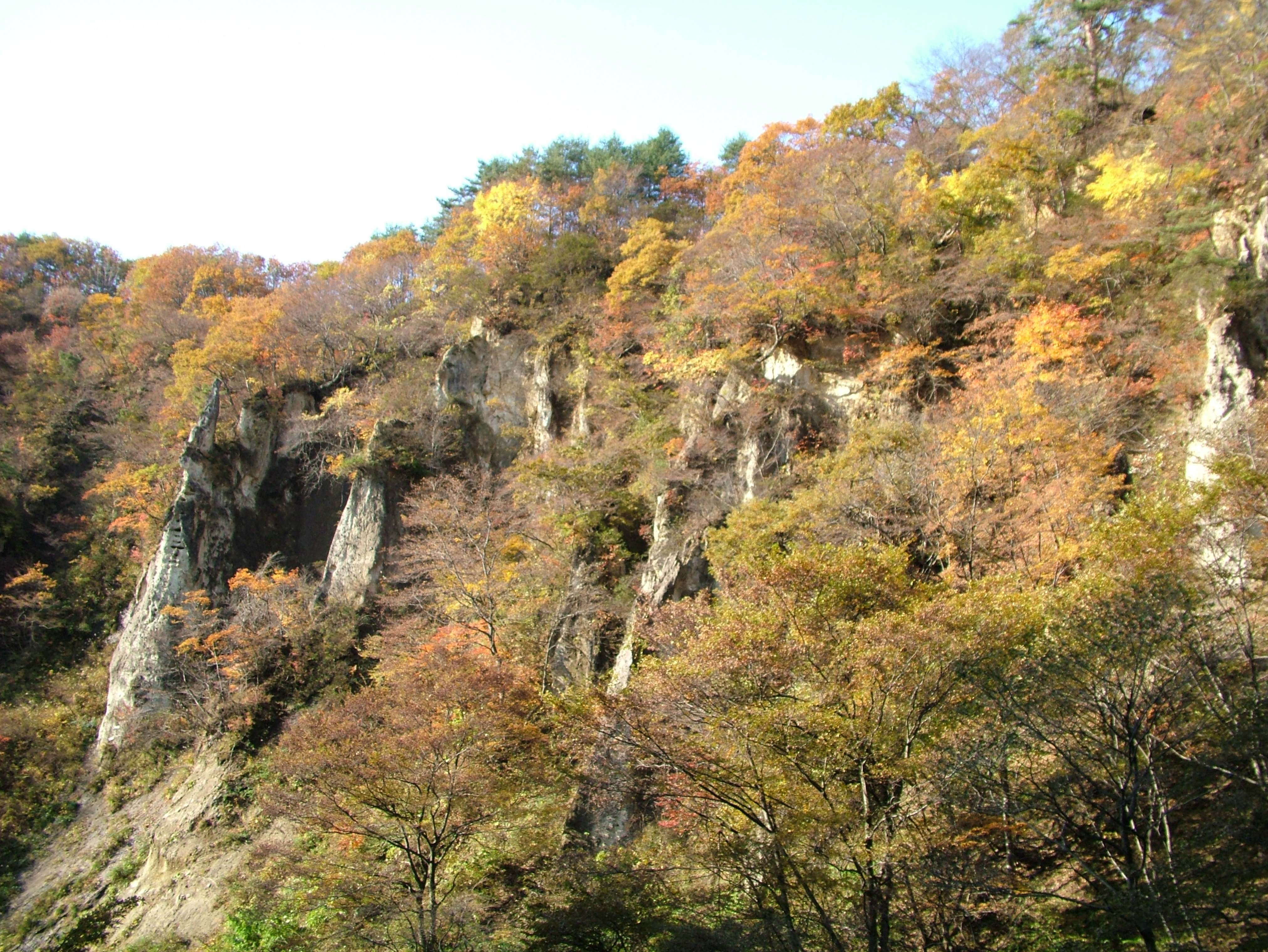
鳴子峡遊歩道から眺めた紅葉（2005年11月）
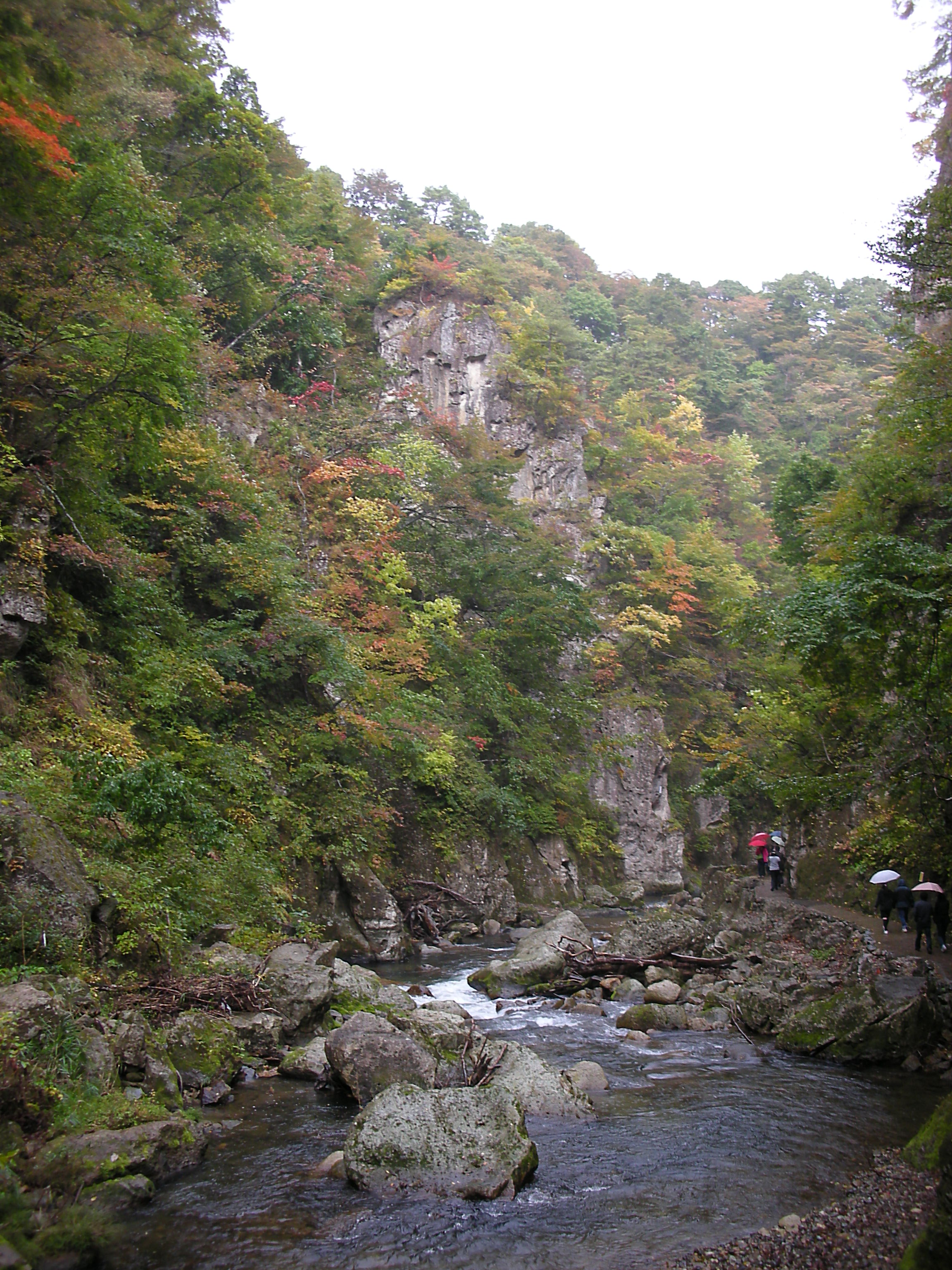
遊歩道（2007年10月21日）
鳴子峡レストハウス（2007年10月28日撮影）
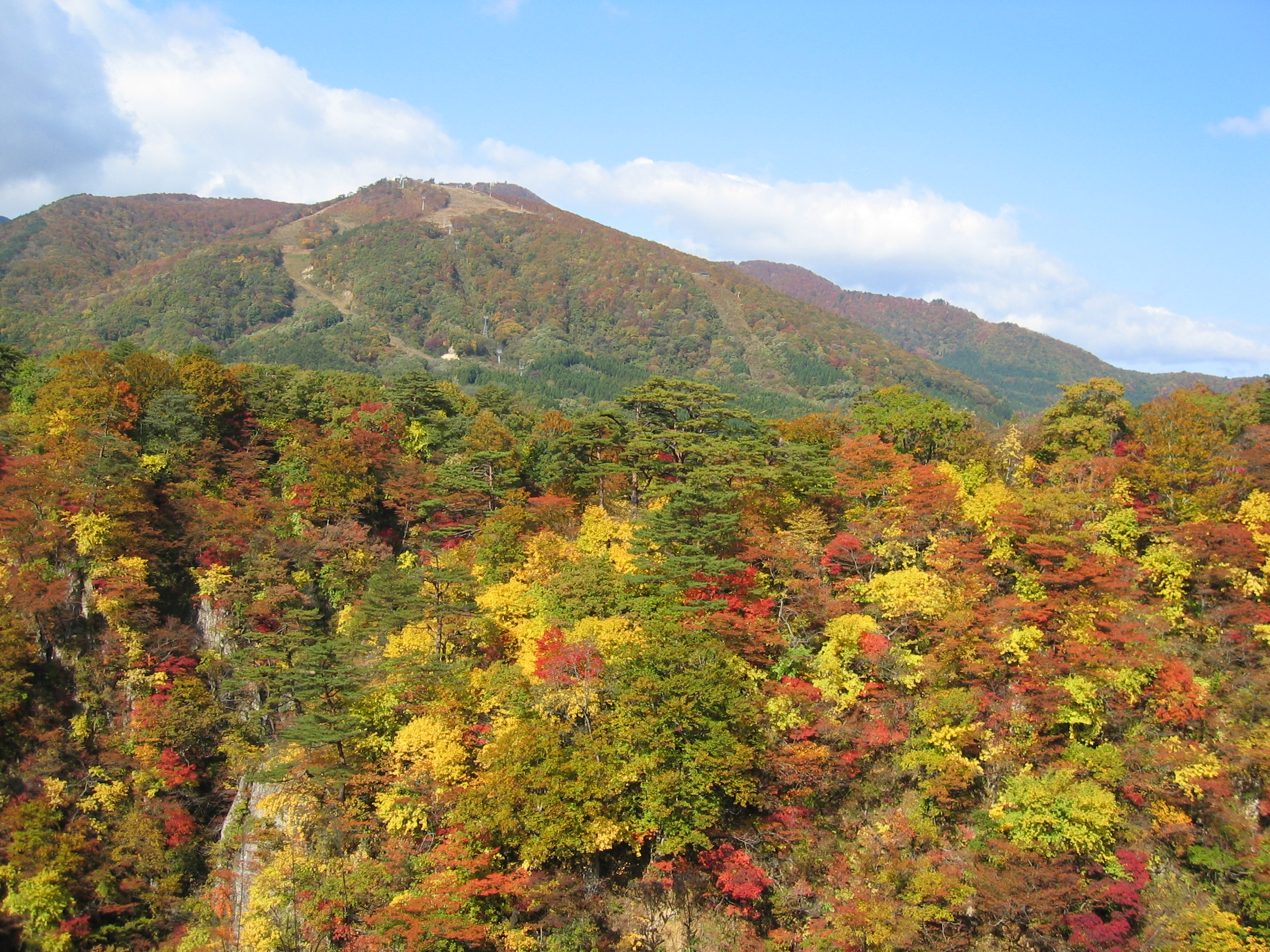
鳴子スキー場方向を望む。（2007年10月28日撮影）
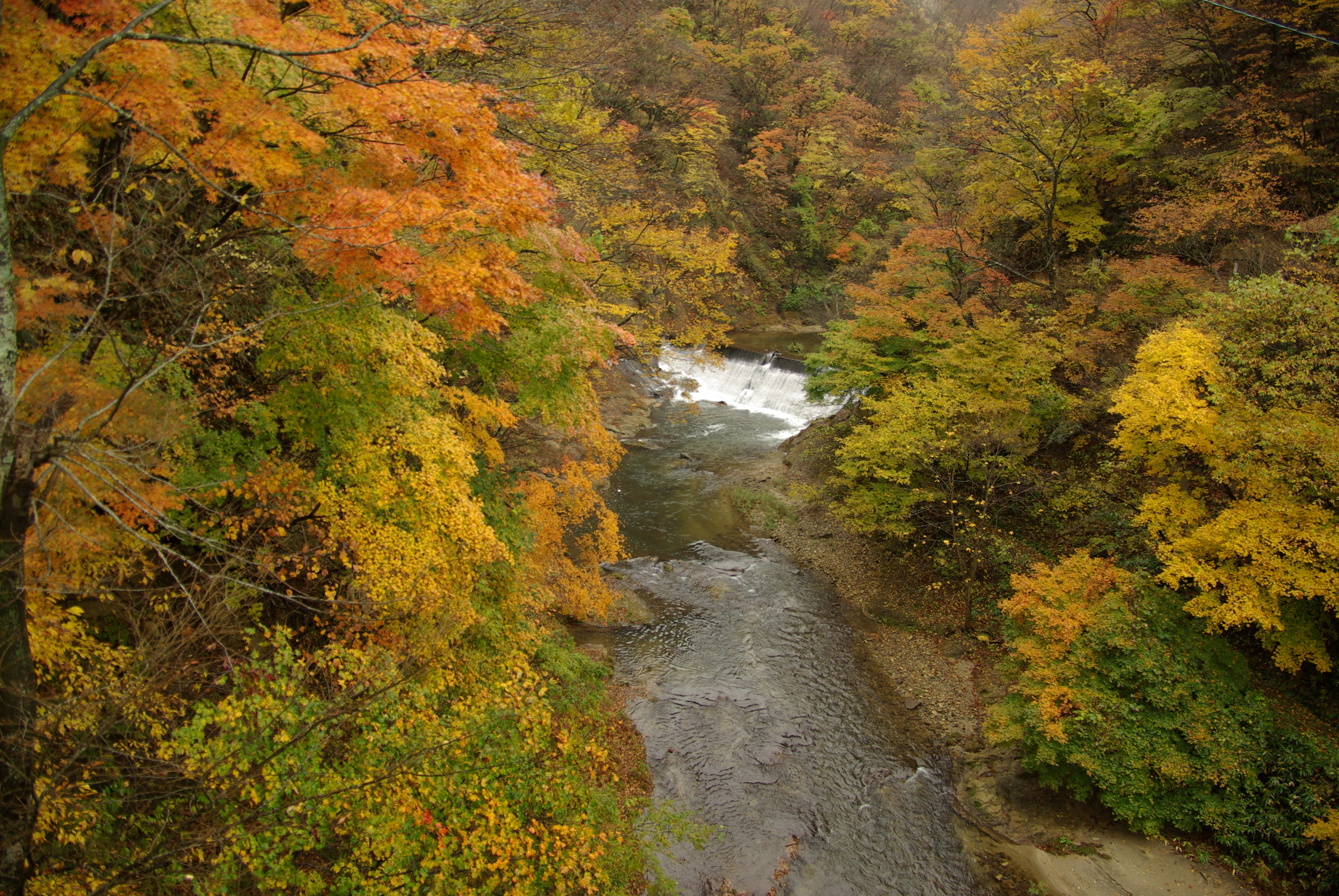
大谷橋からの眺望（2007年11月）
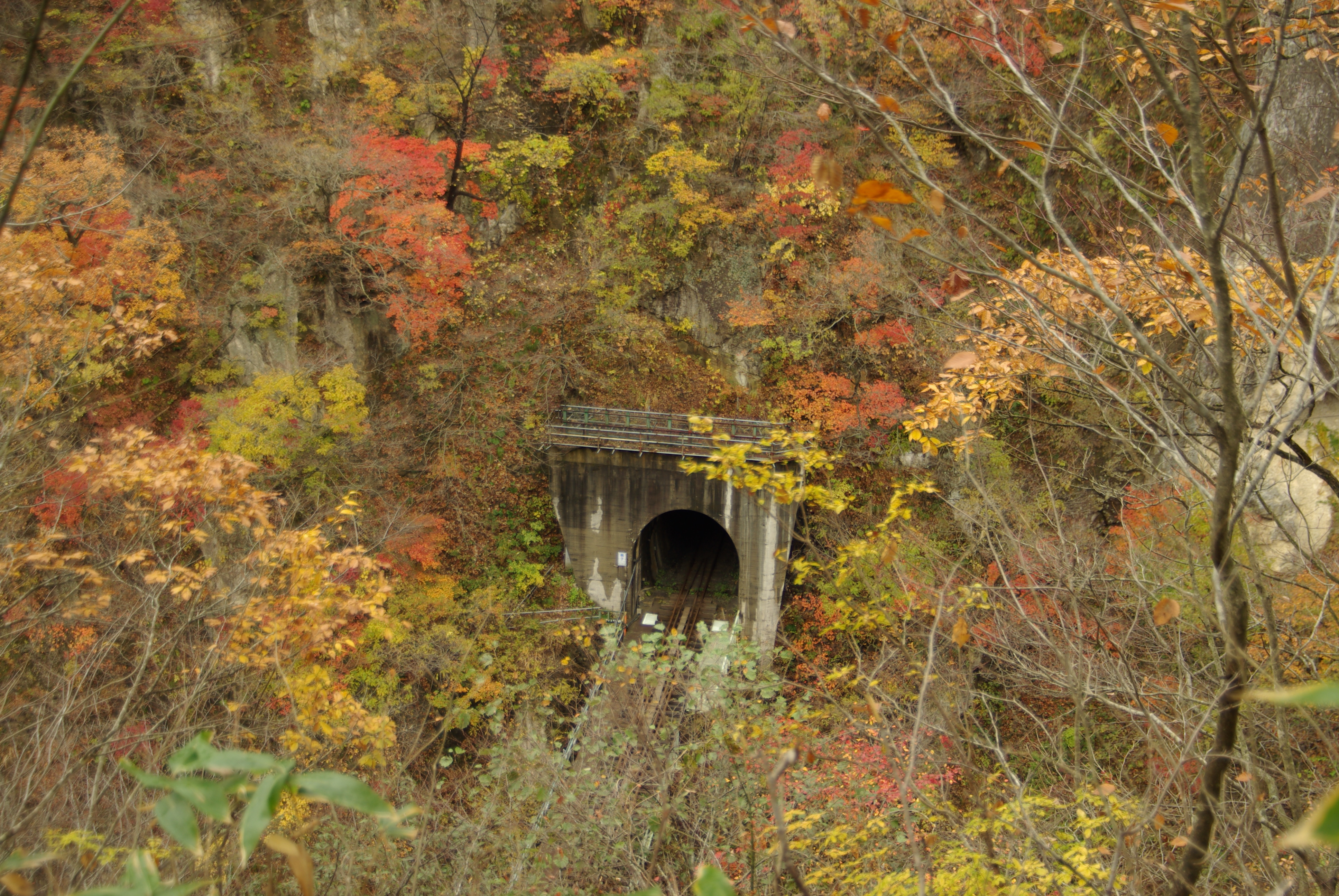
陸羽東線の隧道（2007年11月）
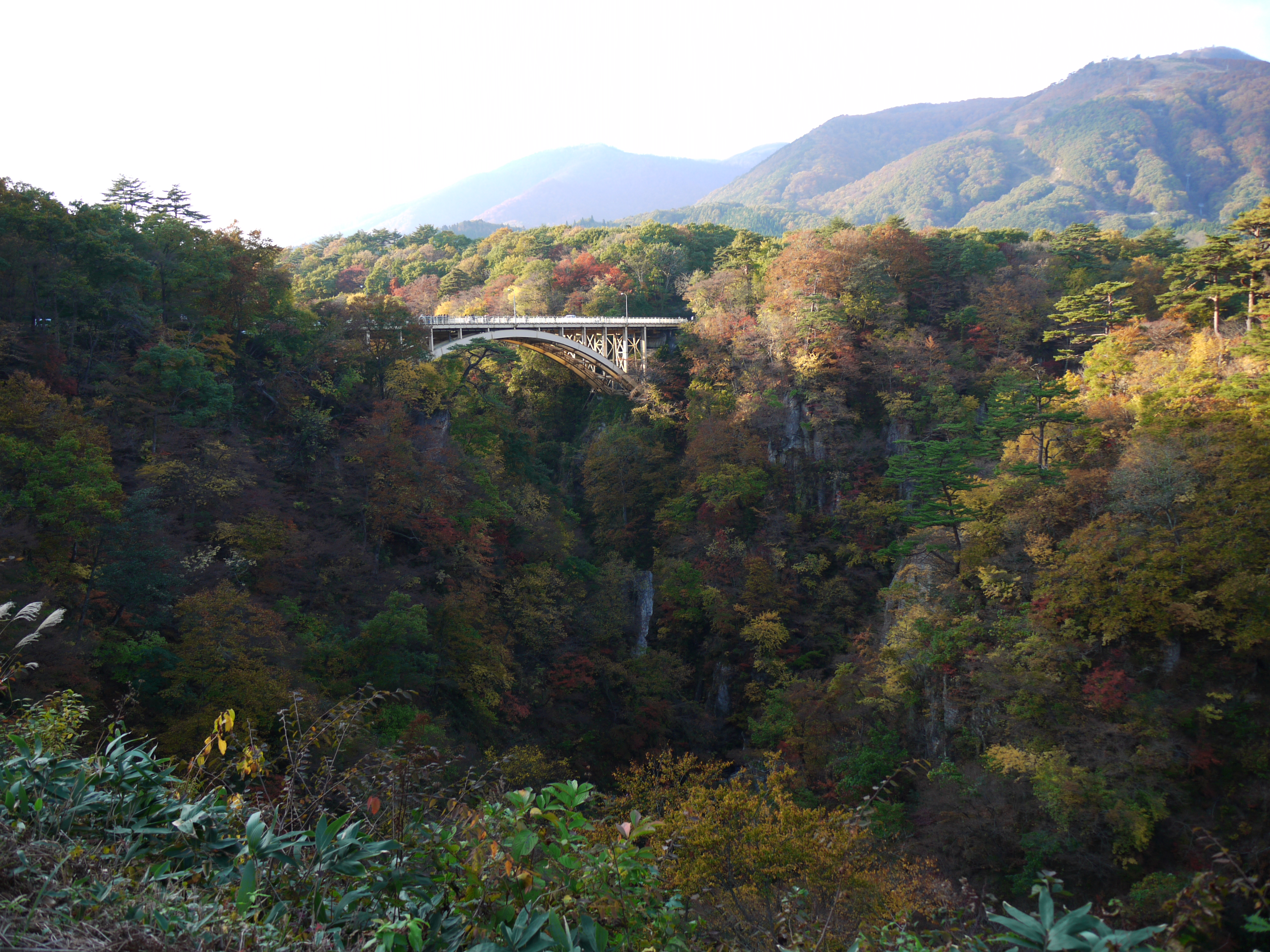
大谷橋をバックにした紅葉の様子（2011年10月）
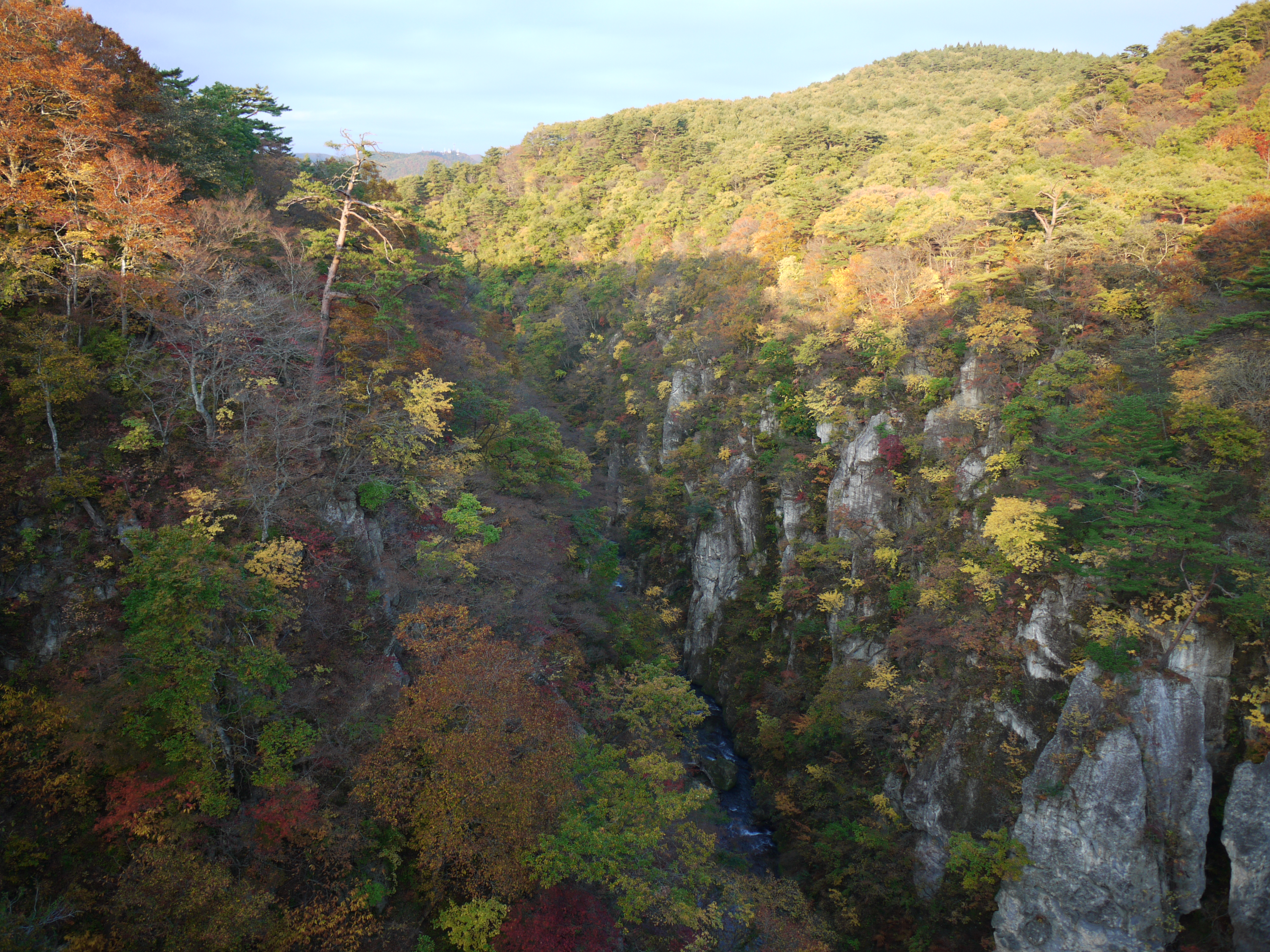
紅葉の様子（2011年10月）
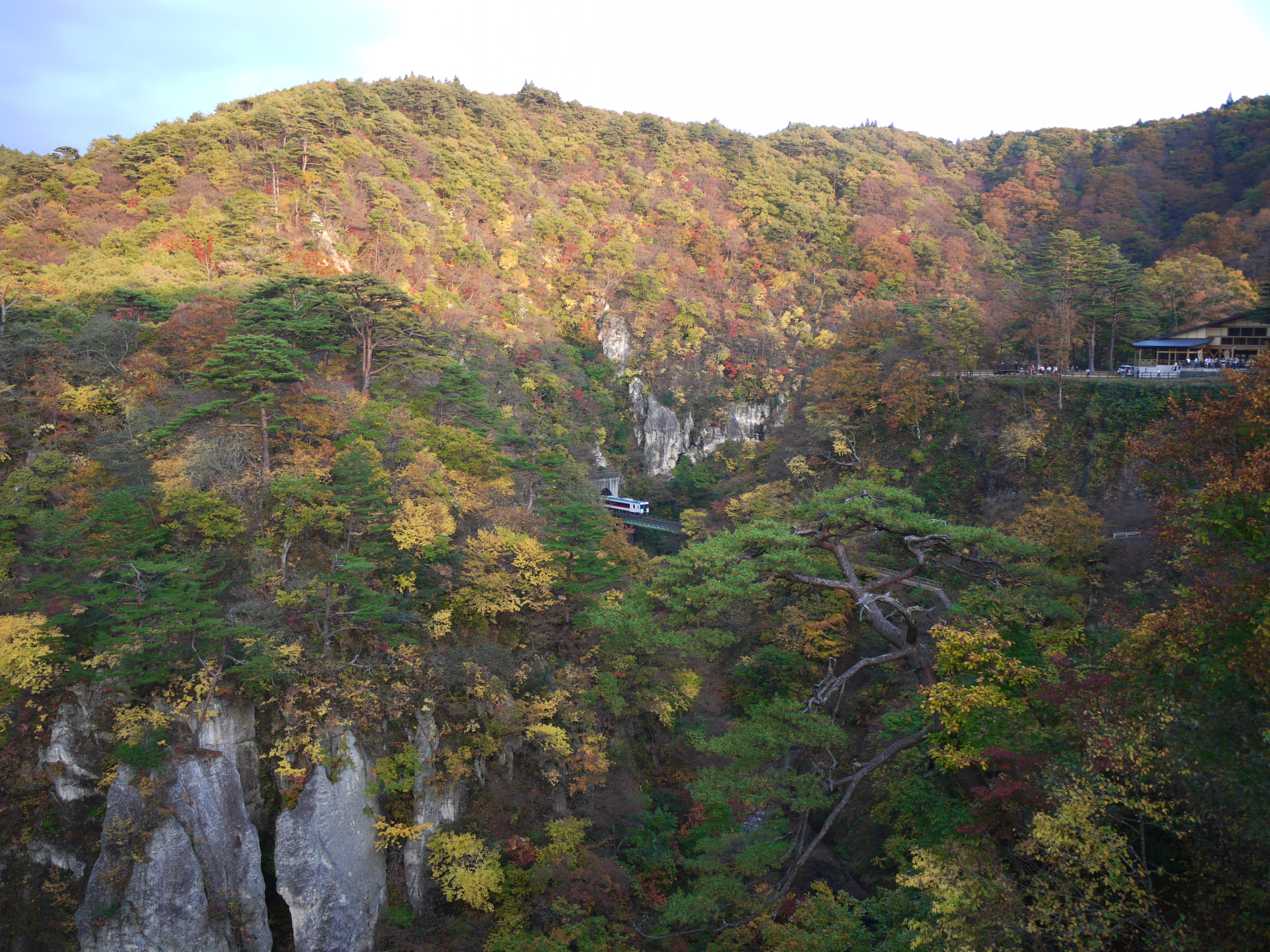
鳴子峡鉄橋を渡る普通列車（2011年10月）

## アクセス
- 乗用車：東北自動車道・古川インターチェンジより、国道47号を西（新庄市方面）へ。鳴子温泉を過ぎてすぐ。
- 鉄道：陸羽東線・中山平温泉駅、または鳴子温泉駅下車。徒歩またはタクシー。
- 路線バス「紅葉号」：紅葉期間中は路線バスが鳴子温泉駅 - 鳴子峡鳴子口 - 鳴子峡中山平口 - 中山平温泉駅間を運行する。運行会社はミヤコーバス。